# 프리드리히 파로트
요한 야코프 프리드리히 빌헬름 파로트(Johann Jacob Friedrich Wilhelm Parrot, 1791년 10월 14일 – 1841년 15 January(율리우스력 3 January))는 발트 독일인 박물학자, 탐험가, 산악인으로, 당시 러시아 제국의 리플랸드현에 속했던 에스토니아의 타르투에서 살며 일했다. 러시아와 에스토니아의 과학적 산악 등반의 선구자인 파로트는 기록된 역사상 아라라트산 정상에 도달한 첫 번째 원정대를 이끈 것으로 가장 잘 알려져 있다.

## 초기 경력
바덴 변경백국의 카를스루에에서 태어난 파로트는 도르파트 제국 대학교의 초대 총장이자 차르 알렉산드르 1세의 가까운 친구였던 게오르크 프리드리히 파로트의 아들이었다. 그는 도르파트에서 의학과 자연과학을 공부했으며, 1811년에는 모리츠 폰 엥겔하르트와 함께 크림반도와 캅카스로 원정을 떠났다. 거기서 그는 기압계를 사용하여 카스피해와 흑해 사이의 해수면 차이를 측정했다. 귀국 후 그는 조교수로 임명되었고, 1815년에는 러시아 제국 육군의 외과의가 되었다. 1816년과 1817년에는 알프스산맥과 피레네산맥을 방문했다. 1821년에는 생리학 및 병리학 교수가 되었고, 1826년에는 도르파트 대학교의 물리학 교수가 되었다.

## 아라라트 정복
1826년–1828년 러시아-페르시아 전쟁 이후, 아라라트산은 투르크만차이 조약의 조건에 따라 러시아의 통제하에 놓였다. 파로트는 이제 산 정상에 도달하기 위한 조건이 갖춰졌다고 느꼈다. 과학 및 의학 학생들로 구성된 팀과 함께 파로트는 1829년 4월 도르파트를 떠나 남쪽으로 러시아 남캅카스와 아르메니아로 이동하여 아라라트산에 올랐다. 이 프로젝트는 니콜라이 1세의 전폭적인 승인을 받았으며, 그는 원정대에 군사 호위를 제공했다.
러시아 아르메니아로 가는 길에 파로트와 그의 팀은 두 부분으로 나뉘었다. 팀의 대부분은 모즈도크로 이동했고, 파로트와 막시밀리안 베하겔 폰 아들러스크론, 그리고 군사 호위대인 슈츠는 마니치강과 칼미크 스텝으로 이동하여 흑해와 카스피해 사이의 수위 차이에 대한 추가 연구를 수행했다. 두 팀은 모즈도크에서 다시 합류하여 남쪽으로 이동했는데, 먼저 조지아로, 그 다음 아르메니아주로 향했다. 러시아 아르메니아와 예리반(예레반) 근처에서 발생한 전염병으로 인해 원정이 지연되었고, 팀은 병이 가라앉을 때까지 조지아 동부의 카헤티주를 방문했다. 그들은 티플리스에서 에치미아진으로 이동하여 파로트가 미래의 아르메니아인 작가이자 국가 공인이었던 하차투르 아보비안을 만났다. 파로트는 원정대에 현지 가이드와 통역사가 필요했다. 아르메니아 총대주교 예프렘 1세는 아보비안에게 이 임무를 맡겼다.
아보비안의 동반 하에 파로트와 그의 팀은 아락스강을 건너 수르말리 군 지역으로 들어가 해발 1,200 미터 (3,900 ft)에 위치한 아라라트산 북쪽 경사면에 있는 아르메니아 마을 아후리(현재의 예니도안)로 향했다. 티플리스의 하루티운 알람다리안의 조언에 따라, 그들은 약 700 미터 (2,300 ft) 더 높은 해발 1,943 미터 (6,375 ft)에 있는 성 야고보 수도원에 베이스캠프를 설치했다. 파로트와 아보비안은 1840년 5월 대지진으로 인해 아후리와 수도원 모두 완전히 매몰되기 전 마지막으로 방문한 여행자 중 한 명이었다. 북동쪽 경사면을 이용한 첫 번째 등반 시도는 따뜻한 옷 부족으로 실패했다.
6일 후, 아후리 마을 이장인 스테판 코지안츠의 조언에 따라 북서쪽 면에서 등반이 시도되었다. 해발 16,028 피트 (4,885 m)에 도달한 후, 일몰 전에 정상에 도달하지 못해 돌아섰다. 아보비안, 두 명의 러시아 병사, 두 명의 아르메니아 마을 사람들과 동행한 파로트는 1829년 10월 9일 오후 3시 15분에 세 번째 시도 만에 정상에 도달했다. 아보비안은 얼음에 구멍을 파고 북쪽을 향해 나무 십자가를 세웠다. 그는 정상에서 얼음 덩어리를 집어 병에 담아 가지고 내려왔는데, 이 물을 신성하게 여겼다. 11월 8일, 파로트와 아보비안은 작은 아라라트산에 올랐다. 파로트는 아보비안의 지식에 대한 갈증에 깊은 인상을 받았고, 원정 후 아보비안이 1830년 도르파트 대학교에서 공부할 수 있도록 러시아 국가 장학금을 주선했다.

## 말년
1837년, 파로트는 핀란드 대공국 북부의 토르니오로 가서 진자의 진동과 지구 자기장을 관찰했다. 그는 가스 미터와 baro-thermometer를 발명했다. 리보니아에서는 작고 원통형이며 주머니 크기인 약 8cm 길이와 1.5cm 직경의 카탈루냐 해시계를 대중화했다.
파로트는 1841년 1월 도르파트에서 사망하여 라디 묘지에 묻혔다. 그는 콘라드 야코프 슈트라우흐와 결혼한 딸 안나 마가레타 파로트를 남겼다. 그들의 후손은 현재 오스트레일리아에 거주한다. 오늘날 파로트는 러시아와 에스토니아 산악 등반의 선구자로 여겨진다. 아르메니아에서는 아라라트 등반과 아보비안과의 우정에서 그의 역할로 기념된다.

## 영예와 유산
- 파로티아 낙엽수는 파로트의 이름을 따서 명명되었다.[20]
- 페나인 알프스의 파로츠피츠 봉우리는 파로트의 이름을 따서 명명되었다.[21]
- 타지키스탄의 파미르고원에 있는 타르투 대학교 350호 근처의 J. F. 파로트산은 파로트의 이름을 따서 명명되었다.[22]
- 1935년, 국제천문연맹은 달의 앞면에 있는 충돌구를 파로트의 이름을 따서 명명했다.[23]
- 2011년 파로트와 아보비안의 아라라트산 원정을 다룬 다큐멘터리 영화 아라라트로의 여정은 에스토니아에서 영화 제작자 리호 바스트리크에 의해 제작되었다.[24][25] 이 영화는 2013년 예레반에서 열린 골든 애프리콧 국제 영화제에서 상영되었다.[26]